# 娜德·米利亞
娜德·米利亚（羅馬化：Nat Myria，1975年2月6日—），全名米里亚·亚历山德拉·贝内德蒂（羅馬化：Myria Alenxandra Benedetti），曾用名米里亚·贝内德蒂（英語：Myria Benedetti），出生于瑞士的泰国女演员、歌手兼主持人。她拥有意大利、瑞士及暹羅泰族的血统。